# رؤیای کریسمس
رؤیای کریسمس (فرانسوی: Le Rêve de Noël‎) فیلمی فرانسوی است در ژانر صامت به کارگردانی ژرژ ملی‌یس که در سال ۱۹۰۰ منتشر شد. موضوع فیلم در مورد کریسمس است.